# Charles Andries
Charles Andries (Mechelen, 26 december 1821 - Gent, 8 november 1878) was een Belgisch liberaal politicus en rector van de Gentse universiteit.

## Levensloop
Andries studeerde in 1844 af aan de Gentse École du Génie Civil als burgerlijk ingenieur, en werd twee jaar later docent machinebouw aan de Gentse universiteit. Hij werd gewoon hoogleraar in 1860, en was rector van de universiteit van 1867 tot 1870. Als hervormer van de ingenieursopleiding kende hij internationale faam.
Als liberaal zetelde hij vanaf 1860 in de Gentse gemeenteraad. In 1866 werd hij een eerste keer schepen van Openbare Werken, een ambt dat hij in oktober 1867 neerlegde voor het rectorschap. In 1877 werd hij opnieuw schepen, deze keer van Onderwijs en Schone Kunsten, maar op 8 november 1878 kwam hij vroegtijdig om het leven bij een ongeval.